# Acanthanectes rufus
Acanthanectes rufus är en fiskart som beskrevs av Holleman och Buxton, 1993. Acanthanectes rufus ingår i släktet Acanthanectes och familjen Tripterygiidae. Inga underarter finns listade i Catalogue of Life.